# Жанак Сагындыкулы
Жанак Сагындыкулы (каз. Жанақ Сағындықұлы; 1770—1856) — казахский акын, с раннего возраста исполнял песни, жыры, аккомпанируя себе на кобызе и домбре, знал множество произведений героического и социально-бытового эпоса.
Происходит из подрода камбар рода каракесек племени аргын.

## Творчество
Религиозное образование получил сперва у местного муллы, затем учился в медресе Карнак близ города Туркистан, затем в Ташкентском медресе.
От Жанака был записан самый авторитетный и признанный вариант поэмы «Козы Корпеш – Баян сулу», которую он подверг творческой переработке, ввёл в текст айтысы, многочисленные диалоги, ритуально-обрядовые песни.
Известен также как мастер айтыса. По данным М. О. Ауэзова в одном из поэтических соревнований Жанак победил 16 акынов. Жанаку принадлежит несколько поэм, толгау, дастанов. В «Слове, обращённом к торе Рустему» он показывает жадность и жестокость степных правителей. В жыре «Сыну Санияза Камбару» Жанак также критикует аристократию. Стихотворения «Это я, Жанак, в Айдабол приехавший», «Кровь у козы и овцы одинаковая» посвящены жизни бедняков. В толгау «Торе Актанбаю», «Айдаболу шону», «Торайгыру», «Бараку» он ставил проблемы человечности, мира, справедливости. В ряде произведений восхвалял представителей казахской аристократии.
Жанак оказал большое влияние на творчество таких известных акынов, как Шоже, Тубека, Бактыбая. Впервые его произведение «Мой рыжий, как марал, аргамак» было опубликовано в книге Курбангали Халиди «Тауарих-хамса», напечатанное в Казани в 1910 году.
В 1790—1797 гг участвовал в восстании под предводительством Сырыма Датова.

## Исследования творчества
Собирание произведений Жанака было начато И. Алтынсариным и В. В. Радловым. В советское время его творчеству уделяли большое внимание С. Сейфуллин, М. О. Ауэзов, С. Муканов.